# Клин-2 (пистолет-пулемёт)
ПП-27 «Клин-2» — опытный российский пистолет-пулемёт со сбалансированной автоматикой, разработанный на Ижевском машиностроительном заводе на базе ПП-91 «Кедр».

## Конструкционные особенности
Имеет компоновку по схеме Uzi.
Принципиальное отличие — наличие подвижного вперёд ствола, кинематически связанного с затвором. При выстреле затвор под воздействием силы отдачи перемещается назад, а связанный с ним посредством двух рычагов ствол — вперёд. Это позволяет не только уменьшить длину оружия за счёт короткого хода подвижных частей, но и в какой-то мере компенсировать силу отдачи, воздействующую на стрелка в результате соударения ствола и затвора в крайнем положении. Это, в свою очередь, снижает воздействие отдачи на стрелка и уменьшает рассеивание. Точность первого выстрела обеспечивает ударно-спусковой механизм ударникового типа.